# 張栻墓
張栻墓（ちょうしょくぼ）は、中国南宋の政治家張栻の墓。中華人民共和国湖南省寧郷市巷子口鎮の官山に位置しており、近くには張浚墓がある。寧郷市城区から70キロ離れている。

## 歴史
1983年10月10日、湖南省人民政府は張栻墓を湖南省重点文物保護単位に認定した。
2013年3月、中華人民共和国国務院は張栻墓を全国重点文物保護単位に認定した。
- 墓碑
- 墓
- 墓